# Mundua-Inseln
Die Mundua-Inseln, auch Ningau-Inseln genannt, sind eine Inselgruppe aus sechs kleinen Inseln, gelegen 100 km nördlich von Neubritannien im Nordwesten der Vitu-Inseln (Bismarck-Archipel). Die Gruppe gehört zu Papua-Neuguinea, Provinz West New Britain.
Die Inselgruppe erstreckt sich über eine Länge von 10 Kilometer und hat eine Gesamtfläche von 8,0 km². Zur Volkszählung 2000 betrug die Bevölkerung 1315, überwiegend auf der im Osten der Gruppe gelegenen Hauptinsel Mundua (Ningau). Die übrigen Inseln sind wesentlich kleiner und überwiegend unbewohnt.

## Liste der Inseln
| Inselname | Aliasname | Koordinaten           | Fläche | Einwohner | Anmerkung  |
| --------- | --------- | --------------------- | ------ | --------- | ---------- |
| Mundua    | Ningau    | 04° 37′ S, 149° 21′ O | 5,75   | …         | Hauptinsel |
| Wingoru   |           | 04° 37′ S, 149° 19′ O | …      | …         |            |
| Chilling  |           | 04° 38′ S, 149° 49′ O | …      | …         |            |
| Wambu     | Vambu     | 04° 38′ S, 149° 18′ O | …      | –         |            |
| Lumboila  |           | 04° 38′ S, 149° 17′ O | …      | –         |            |
| Undaka    |           | 04° 37′ S, 149° 17′ O | …      | –         |            |